# ميكي دي جير
ميكي دي جير (بالهولندية: Mike de Geer)‏ (28 ديسمبر 1989 بلاهاي في هولندا - ) هو لاعب كرة قدم هولندي في مركز الوسط. لعب مع أدو دين هاغ وكريينهوت.

## وصلات خارجية
- ميكي دي جير على موقع قاعدة بيانات كرة القدم.إي يو (الإنجليزية)